# Baise moi - Scopami
Baise moi - Scopami (Baise moi) è un film del 2000 scritto e diretto da Coralie Trinh Thi e Virginie Despentes, tratto dal romanzo di quest'ultima. È stato presentato in concorso al 53º Locarno Film Festival del 2000.

## Trama
Sequestrata da un gruppo di teppisti, Manu viene violentata insieme ad un'amica all'interno di un cortile. Nello stesso giorno Nadine assiste all'omicidio del proprio ragazzo tossicomane e spacciatore, il quale le aveva commissionato una consegna nella regione dei Vosgi. Saputo dello stupro, il fratello di Manu la accusa di non aver fatto nulla per evitarlo. Lei in un eccesso di ira lo uccide. Nadine, intanto, durante un litigio con una coinquilina la colpisce mortalmente.
Le due, pur conoscendosi solo di vista ed incontrandosi per caso all'uscita della metropolitana, decidono di partire da Parigi per raggiungere la località montana della consegna. Cominciano a vagare per la provincia attirando uomini, alcuni concludendovi con rapporti, altri sfogandovi la propria rabbia e frustrazione, eliminandoli ferocemente al minimo screzio. Le due si lasciano alle spalle una scia di sangue, non ultima una strage in uno squallido club privé. Manu resta uccisa in un negozio durante un tentativo di rapina, il quale proprietario viene freddato da Nadine. Quest'ultima rimasta sola, continua la corsa fino al suo arresto.

## Accoglienza

### Critica
- Beppe Attene alla direzione della Làntia dice: "Appena ho visto Baise moi, e avevo già letto il libro scritto dalla co-regista Virginie Despentes, ho deciso di acquistarlo per la qualità delle immagini e i contenuti forti e motivati. Il film ha l'intensità, l'onestà e la denuncia sociale di una storia sottoproletaria di Kenneth Loach, ma in più usa il sesso per denunciare la violenza e raccontare l'umanità delle due protagoniste. Non parlerei di erotismo perché le immagini non generano concupiscenza. Avremo forse problemi con i nostri censori anche se non credo che sarà l'esplicita anatomia dei corpi a preoccuparli".[1]
- Il Time ha definito le registe "le autrici dell'arte della verità sessuale".[1]